# Paspalum bifidifolium
Paspalum bifidifolium är en gräsart som beskrevs av Thomas Robert Soderstrom. Paspalum bifidifolium ingår i släktet tvillinghirser, och familjen gräs. Inga underarter finns listade i Catalogue of Life.